# L'ultimo tamoio
L'ultimo tamoio (O Último Tamoio) è un dipinto a olio su tela del pittore brasiliano Rodolfo Amoedo, realizzato nel 1883. Attualmente l'opera è conservata al museo nazionale delle belle arti di Rio de Janeiro. Il quadro raffigura il cadavere di Aimberê, un capotribù dei Tamoio, assieme al padre gesuita José de Anchieta.

## Storia
Ventisette anni prima che Rodolfo Amoedo dipingesse il quadro, il saggista Domingos José Gonçalves de Magalhães scrisse un libro intitolato La confederazione dei tamoi (A Confederação dos Tamoyos). In quest'opera l'autore riconosceva la lotta degli indigeni del Brasile durante gli anni nei quali il paese era sotto il dominio portoghese. La pubblicazione del libro fu finanziata dall'imperatore Pietro II il Magnanimo. Nel racconto Aimberê e il padre gesuita sono due dei personaggi e viene narrata la lotta degli indios contro i portoghesi dell'epoca per la libertà e la sopravvivenza nella loro terra. Dei versi dalla fine del libro, che raccontano gli ultimi istanti di vita dell'indio Aimberê, ispirarono Amoedo per L'ultimo tamoio.

## Descrizione
(Richard Santiago Costa, Os símbolos da raça: o corpo e a questão étnica na arte acadêmica brasileira da segunda metade do século XIX, 2013)

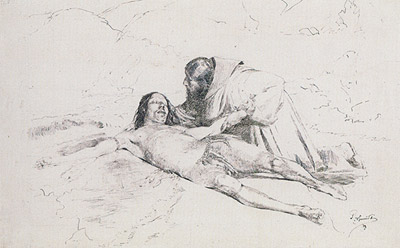
Un disegno preparatorio per l'opera

Il corpo dell'indio morto Aimberê giace sulla sabbia di una spiaggia deserta. La sua pelle è marrone e i capelli lunghi e scuri crescono fino a raggiungere, all'incirca, le sue spalle. Il volto è segnato da un'espressione che risalta e mantiene viva la sofferenza dei suoi ultimi istanti di vita. Le palpebre sono chiuse e la bocca è semiaperta. L'intero corpo è dipinto in una maniera molto realistica, tralasciando inoltre le tecniche classiche adoperate dall'Amoedo in alcune sue opere precedenti. Il corpo dell'indio disteso è ritratto in una posizione orizzontale che richiama quella di Gesù Cristo in molti dipinti durante i suoi ultimi istanti di vita: le sue braccia sono aperte come quelle del Messia sulla croce. Gli unici indumenti che coprono il corpo di Aimberê sono costituiti da piume rosse e blu. La gonna è spezzata, e quindi aperta, e una parte delle piume si trova sulla sabbia della spiaggia. Il braccialetto, invece, che sta sul braccio sinistro, sembra integro.
Accanto ad Aimberê, accovacciato, si trova Padre José de Anchieta. Il suo volto è di profilo e fissa intensamente con gli occhi chiusi l'indio. La sua espressione facciale sembra supplicare per l'uomo che è morto. L'abbigliamento dell'Apostolo del Brasile venne criticato da molti studiosi e professori poiché Amoedo ritrasse Anchieta con gli abiti di un padre francescano, quando egli in realtà era un gesuita. Un altro elemento interessante di Anchieta sono i colori, in quanto egli si trova in una zona dalle tinte più scure rispetto ad Aimberê, ed egli non è così tanto illuminato quanto il tamoio. Se nel volto di Aimberê i tratti del volto e del corpo sono dipinti in modo nitido, in Anchieta i tratti sono meno accentuati.
Dietro José de Anchieta, in una pianura più lontana, delle montagne e delle foreste completano il paesaggio. Il cielo è grigiastro e degli uccelli bianchi sorvolano la zona montuosa. In un articolo scritto dalla professoressa di storia dell'arte Ana Maria Tavares Cavalcanti, vengono sottolineati gli elogi all'opera fatti da Gonzaga Duque, uno degli scrittori e critici brasiliani più importanti della storia:
(Ana Maria Tavares Cavalcanti, «O último tamoio e o último romântico», Revista de História da Biblioteca Nacional, 2007)

## Accoglienza
Il quadro fu esposto dapprima in Francia e un anno dopo in Brasile, all'esposizione nazionale di belle arti di Rio de Janeiro. Fu in Brasile che l'opera ottenne un riconoscimento maggiore di quello che aveva avuto in Francia. Il quadro fu lodato dal fondatore della Revista Illustrada e da Gonzaga Duque. Tuttavia, degli altri critici dell'epoca non lodarono l'opera di Amoedo, perché per loro vestire José de Anchieta come un padre francescano era un errore grossolano. Inoltre, fecero notare la mancanza della compagna di Aimberê, l'india Iguassú, che sarebbe stata con lui negli ultimi secondi di vita secondo il libro di Gonçalves de Magalhães.

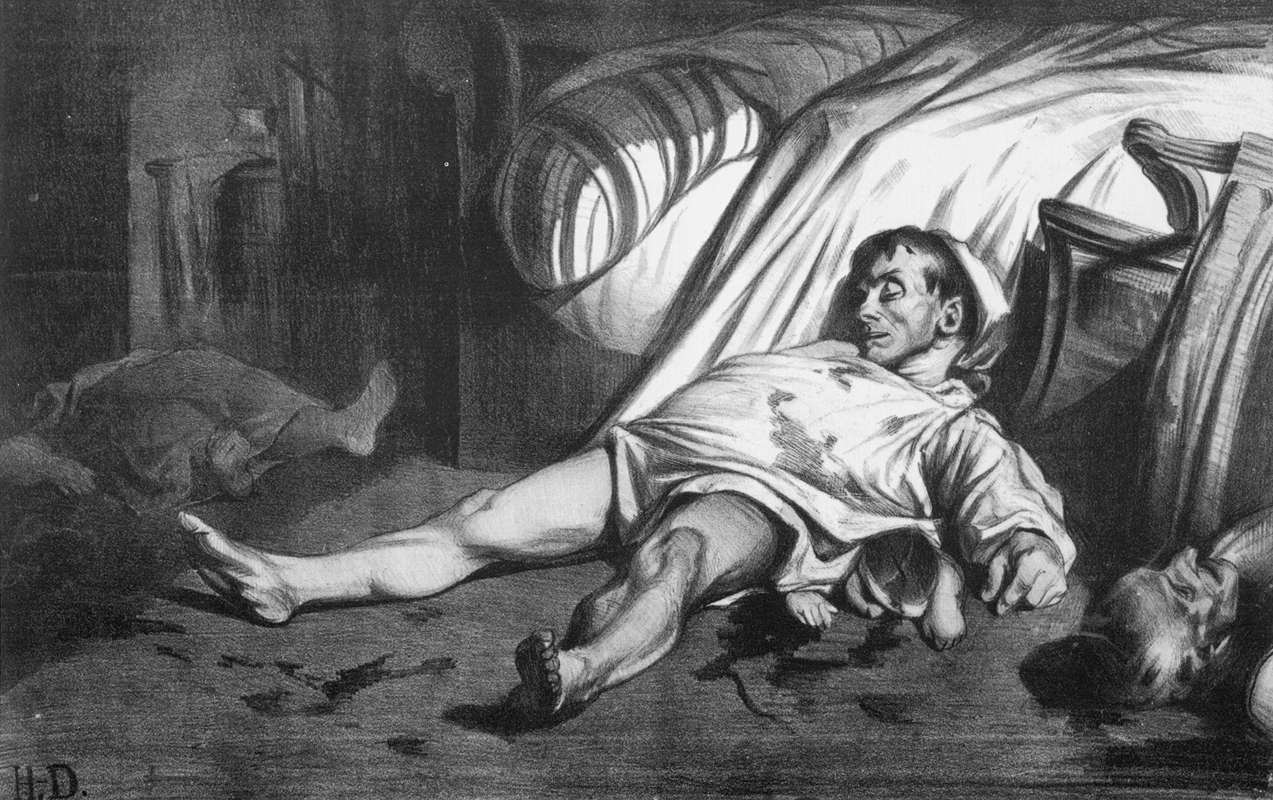
Honoré Daumier, Rue Transnonain, 15 aprile 1834, 1834. La litografia presenta un tema simile a quello del dipinto L'ultimo tamoio.

Alcuni studiosi notano una somiglianza di questo dipinto con la litografia Rue Transnonain, 15 aprile 1834 del caricaturista e fumettista francese Honoré Daumier, anche se non esistono prove o documenti che Amoedo conoscesse l'opera di Daumier. Tuttavia, le due opere d'arte, oltre ad avere degli elementi molto simili, presentano anche una somiglianza per i momenti storici raffigurati dagli autori, in quanto entrambe si focalizzano su delle lotte popolari della propria epoca (la confederazione dei Tamoio in lotta con i coloni portoghesi e il massacro di un gruppo di rivoltosi repubblicani avversi al regime del re Luigi Filippo di Francia).